# Philippe Le Hardy de Beaulieu
Philippe Le Hardy de Beaulieu (ur. 27 października 1887 w Wavre, zm. 22 listopada 1922 w Brukseli) – belgijski szermierz, trzykrotny medalista igrzysk olimpijskich.
Na olimpiadzie w Atenach w 1906 roku wspólnie z Constantem Cloquetem, Fernandem de Montigny i Edmondem Crahayem zdobył brązowy medal w szpadzie drużynowej. Następnie wystąpił na igrzyskach olimpijskich w Sztokholmie w 1912 roku, gdzie wywalczył brązowy medal w szpadzie indywidualnej. W rundzie finałowej wygrał cztery z siedmiu pojedynków i uplasował się za rodakiem, Paulem Anspachem i Duńczykiem Ivanem Osiierem. Wystąpił tam również w szabli drużynowej, w której zajął piąte miejsce. Brał też udział w igrzyskach olimpijskich w Antwerpii w 1920 roku, wspólnie z Josephem De Craeckerem, Paulem Anspachem, Léonem Tomem, Victorem Boinem, Ernestem Geversem i Félixem d’Alviellą zdobywając srebrny medal w szpadzie drużynowej. 
Nie zdobył medalu mistrzostw świata. 
Posiadał tytuł wicehrabiego (fr. vicomte).